# Verticillium epiphytum
Verticillium epiphytum är en svampart som beskrevs av Hansf. 1943. Verticillium epiphytum ingår i släktet Verticillium och familjen Plectosphaerellaceae.   Inga underarter finns listade i Catalogue of Life.